# ドンマー・ウエアハウス
ドンマー・ウエアハウス (Donmar Warehouse) はロンドンのコヴェント・ガーデンの近くにある劇場。

## 歴史
建物自体は1870年代からあり、映画スタジオなどとして使われていた。1961年、Donald Albery が倉庫になっていたところを買い取り、バレエのリハーサル・スタジオとし、現在の形になっていった。
1977年から約4年の間、ロイヤル・シェイクスピア・カンパニーがロンドンの本拠地として使用していた。
1990年から2002年までサム・メンデスが芸術監督を務めた。1998年には彼が演出し、ニコール・キッドマンが主演した「ブルー・ルーム」がヒットした。